# باسورمانوفکا
باسورمانوفکا (انگلیسی: Basurmanovka) یک شهرک در شهرستان ملئوزوفسکی استان باشقیرستان کشور روسیه است.